# Твердість
Тве́рдість — властивість матеріалу протидіяти проникненню в нього іншого тіла.

## Загальний опис
За ДСТУ 2825-94: твердість — здатність матеріалу чинити опір деформуванню та руйнуванню під дією місцевих контактних зусиль.
Найтвердішим із відомих матеріалів є ультратвердий фулерит (приблизно в 1,17—1,52 разів твердіший за алмаз). Однак цей матеріал доступний лише у мікроскопічних кількостях. Найтвердішою з поширених речовин є алмаз (10 одиниць за шкалою Мооса, див. нижче).
Твердість не є фізичною величиною, оскільки не входить в жодне з фізичних рівнянь, а лише у емпіричні формули, тобто є порядковою величиною. Тому, в Міжнародній системі одиниць SI, яка побудована на базі Міжнародної системи фізичних величин, немає одиниці для вимірювання твердості. Твердість вимірюється за різними порядковими шкалами. Характерною особливістю таких шкал є відсутність одиниці вимірювання, тобто ці шкали є неметричними. 

## Область вимірювання
Розрізняють область вимірювання: нано-, мікротвердість, твердість за малих навантажень, макротвердість.
| Область вимірювання            | Навантаження              | Діагональ відбитку, мк | Об'єм невідновленого відбитку, мк3 |
| ------------------------------ | ------------------------- | ---------------------- | ---------------------------------- |
| Мікротвердість                 | 1 ÷ 200 гс (5 ÷ 100 гс)   | 3 ÷ 50                 | 1 ÷ 3000                           |
| Твердість за малих навантажень | 0,2 ÷ 5 кгс (0,2 ÷ 2 кгс) | 30 ÷ 300               | 640 ÷ 640000                       |
| Макротвердість                 | Понад 5 кгс               | Понад 300              | Понад 640000                       |

## Методи вимірювання твердості

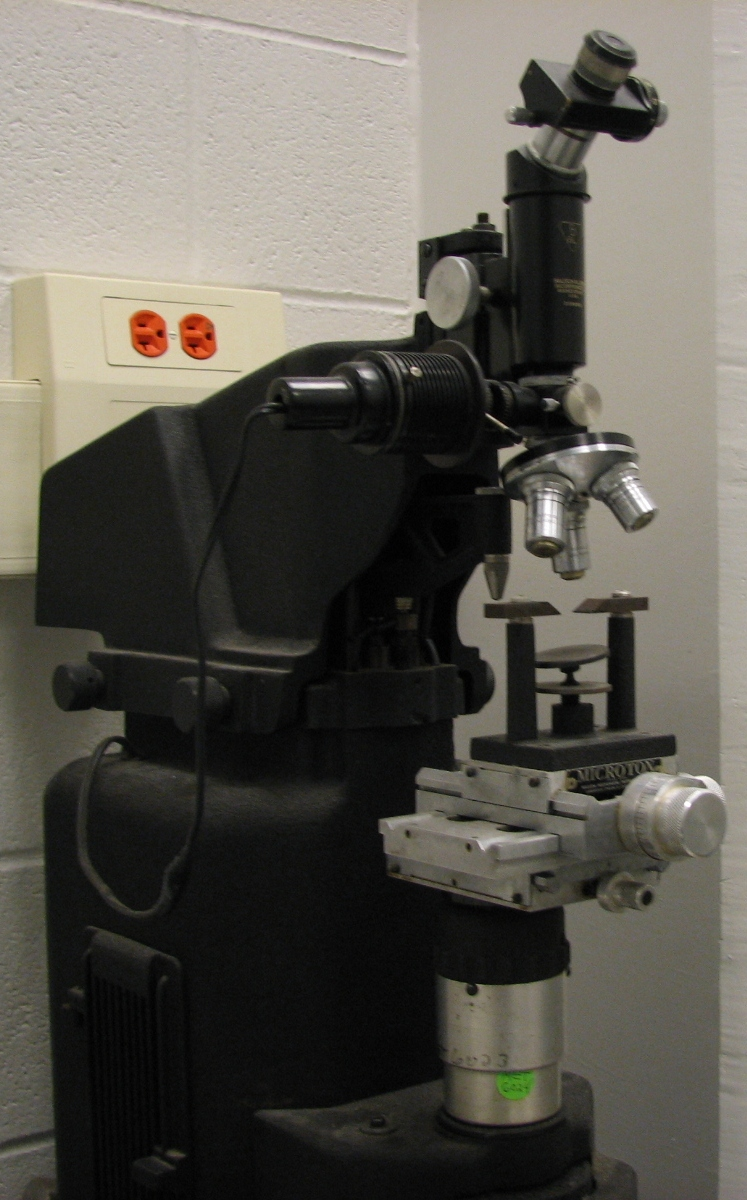
Прилад для визначення твердості за Віккерсом.

Фрагмент приладу для визначення твердості за Віккерсом.

Для вимірювання твердості є кілька шкал (методів вимірювання):
- Метод Брінелля — твердість визначається за діаметром відбитка, який залишає металева кулька, що втискується у поверхню. Твердість обчислюється як відношення зусилля, прикладеного до кульки, до площі відбитка (причому площа відбитка береться як площа частини сфери, а не як площа кола). Твердість, визначена за цим методом, позначається HB, де H = hardness (твердість, анг.), B — найменування шкали. Вимірювання проводяться відповідно до стандарту ДСТУ ISO 6506-1:2007.
- Метод Роквелла — твердість визначається за глибиною відбитка металевої кульки чи алмазного конуса у поверхні тестованого матеріалу. Твердість, визначена за цим методом, є безрозмірнісною і позначається HR, HRB, HRC і HRA; твердість обчислюється за такою формулою HR = 100 − kd, де d — глибина втиснення наконечника після зняття основного навантаження, а k — коефіцієнт. Отже, нескінченній твердості відповідає HR 100; м'які матеріали можуть мати негативні значення твердості.
- Метод Віккерса — твердість визначається за величиною відбитка, залишеного чотирикутною алмазною пірамідкою, яка втискується у поверхню. Твердість обчислюється як відношення зусилля, докладеного до пірамідки, до площі відбитка (причому площа відбитка береться як площа частини поверхні піраміди, а не як площа квадрата); одиницею твердості служить кгс/мм². Твердість, визначена за цим методом, позначається HV.
- Метод Шора:
  - Твердість за Шором (метод втискання) — твердість визначається за глибиною проникнення в матеріал спеціальної загартованої стальної голки (індентера) під дією каліброваної пружини[2]. У цьому методі вимірювальний прилад має назву «дюрометр». Зазвичай метод Шора використовують для визначення твердості низькомодульних матеріалів (полімерів). Найчастіше використовують шкали A (для м'яких матеріалів) або D (для твердіших). Твердість, визначену цим методом, позначають буквою типу шкали, що записується після числа і з вказанням назви методу. Наприклад: «Твердість за Шором 80A».
  - Твердість за Шором (метод відскоку) — метод визначення твердості твердих (високомодульних) матеріалів, переважно металів, за висотою відскоку стандартного бійка (основна частина склероскопа — вимірювального приладу для даного методу), що падає з певної висоти[3]. Твердість за цим методом оцінюється в умовних одиницях, що пропорційна висоті відскоку. Основні шкали — C і D. Твердість позначається, відповідно, HSC та HSD (наприклад, 85HSD).[4]
- Метод Кузнєцова — Герберта — Ребіндера — твердість визначається часом загасання коливань маятника, опорою якого є досліджуваний метал.
- Шкалу Мооса — використовують головним чином як індикатор твердості мінералів. Визначається за тим, який із десяти стандартних мінералів дряпає тестований, і який матеріал із десятка стандартних шкрябається тестованим.
- Шкала Янка  — шкала, яку використовують для оцінки твердості деревини. Метод оцінки полягає у визначенні сили, необхідної для впровадження сталевої кульки діаметром 11,28 мм (0,444 дюйма) в деревину на глибину, що дорівнює половині її діаметра. Такий діаметр було обрано, аби площа круга відбитка у плані становила 100 мм².

Для інструментального визначення твердості методом втиснення використовують твердоміри. Великим плюсом твердості як характеристики матеріалу є те, що методи визначення твердості не руйнують досліджуваний матеріал і не вимагають багато часу.
Найпоширенішими і такими, що мають практичне значення, є твердість при пластичному втискуванні: кульки — твердість за Брінеллем та Роквеллом (шкала В);
конуса — твердість за Роквелом (шкала С);
піраміди — твердість за Вікерсом.
Позначення твердості відповідають буквам: НВ — твердість за Брінелем; HV — твердість за Вікерсом; HRB — твердість за шкалою В Роквела; HRC — твердість за шкалою С Роквела, HK — твердість за Кнупом.